# Swaziland ved sommer-OL 2020
Swaziland deltog under Sommer-OL 2020 i Tokyo som blev afviklet i perioden 23. juli til 8. august 2021.

## Medaljer
| 2020 Tokyo | Guld | Sølv | Bronze | Total |
| Swaziland  | 0    | 0    | 0      | 0     |

### Medaljevinderne
| Swaziland under sommer-OL 2020 i Tokyo | Swaziland under sommer-OL 2020 i Tokyo | Swaziland under sommer-OL 2020 i Tokyo | Swaziland under sommer-OL 2020 i Tokyo | Swaziland under sommer-OL 2020 i Tokyo |
| Medalje                                | Navn                                   | Sport                                  | Event                                  | Dato                                   |
| -------------------------------------- | -------------------------------------- | -------------------------------------- | -------------------------------------- | -------------------------------------- |
| -                                      | -                                      | -                                      | -                                      | -                                      |